# 数量级 (数)
这个列表罗列了部分正数的数量级，包括事物的数量、无量大数和概率。

## 小於10−100（古戈尔分之一）

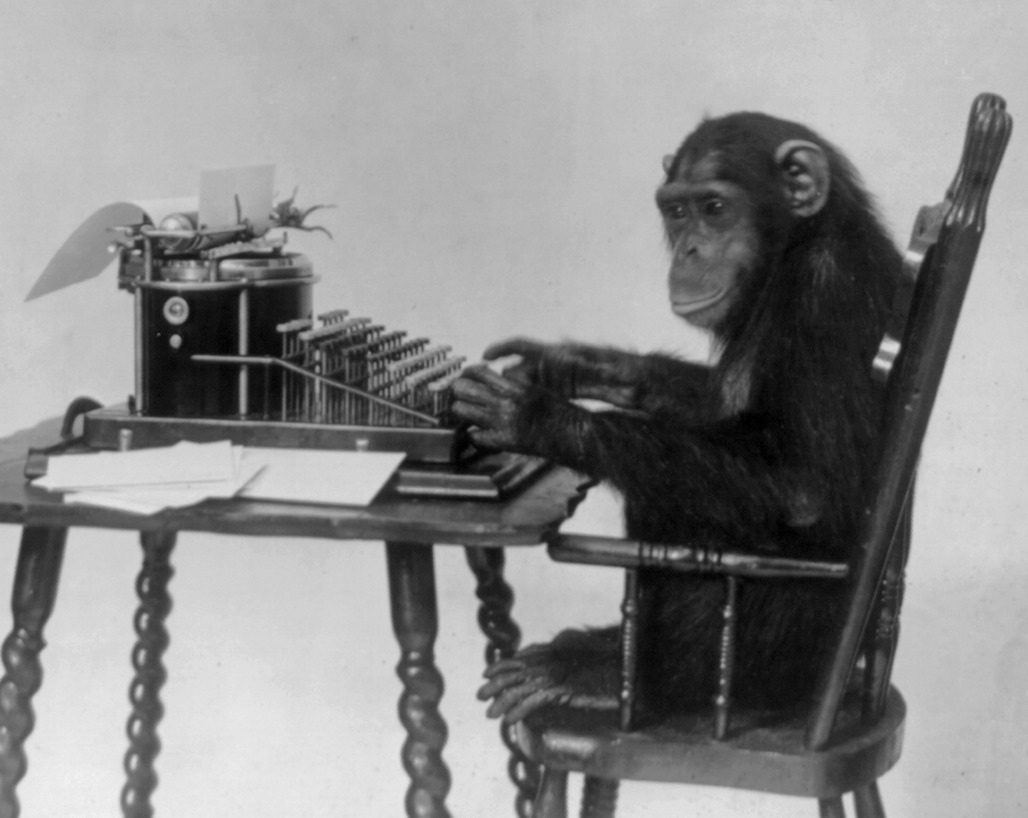
这隻用打字机的猩猩可能不是在打出《哈姆雷特》。

- 数学 - 随机概率：一只“猴子”第一次使用打字机时打出莎士比亚的《哈姆雷特》原著的大致概率是10−183800。[1]如果要求标点符号、大小写和空格位置正确，概率会下降至大约10−360,783。[2]
- 计算机：2.2×10−78913大约是IEEE八倍精度浮点数（英语：octuple-precision floating-point format）可以表示的最小非零正值。
  - 1×10−6176是IEEE decimal128（英语：decimal128 floating-point format）格式十进制浮点数（英语：decimal floating point）可以表示的最小非零正值。
  - 6.5×10−4966大约是IEEE四倍精度浮点数（英语：quadruple-precision floating-point format）可以表示的最小非零正值。
  - 3.6×10−4951大约是IEEE延伸精度（英语：extended precision）可以表示的最小非零正值。
  - 1×10−398是IEEE decimal64（英语：decimal64 floating-point format）格式十进制浮点数（英语：decimal floating point）可以表示的最小非零正值。
  - 4.9×10−324大约是IEEE双精度浮点数可以表示的最小非零正值。
  - 1.5×10-157是随机抽取365个人后没有人同生日的概率。[3]
  - 1×10−101是IEEE单精度十进制浮点数（英语：decimal floating point）可以表示的最小非零正值。

## 10−100到10−30

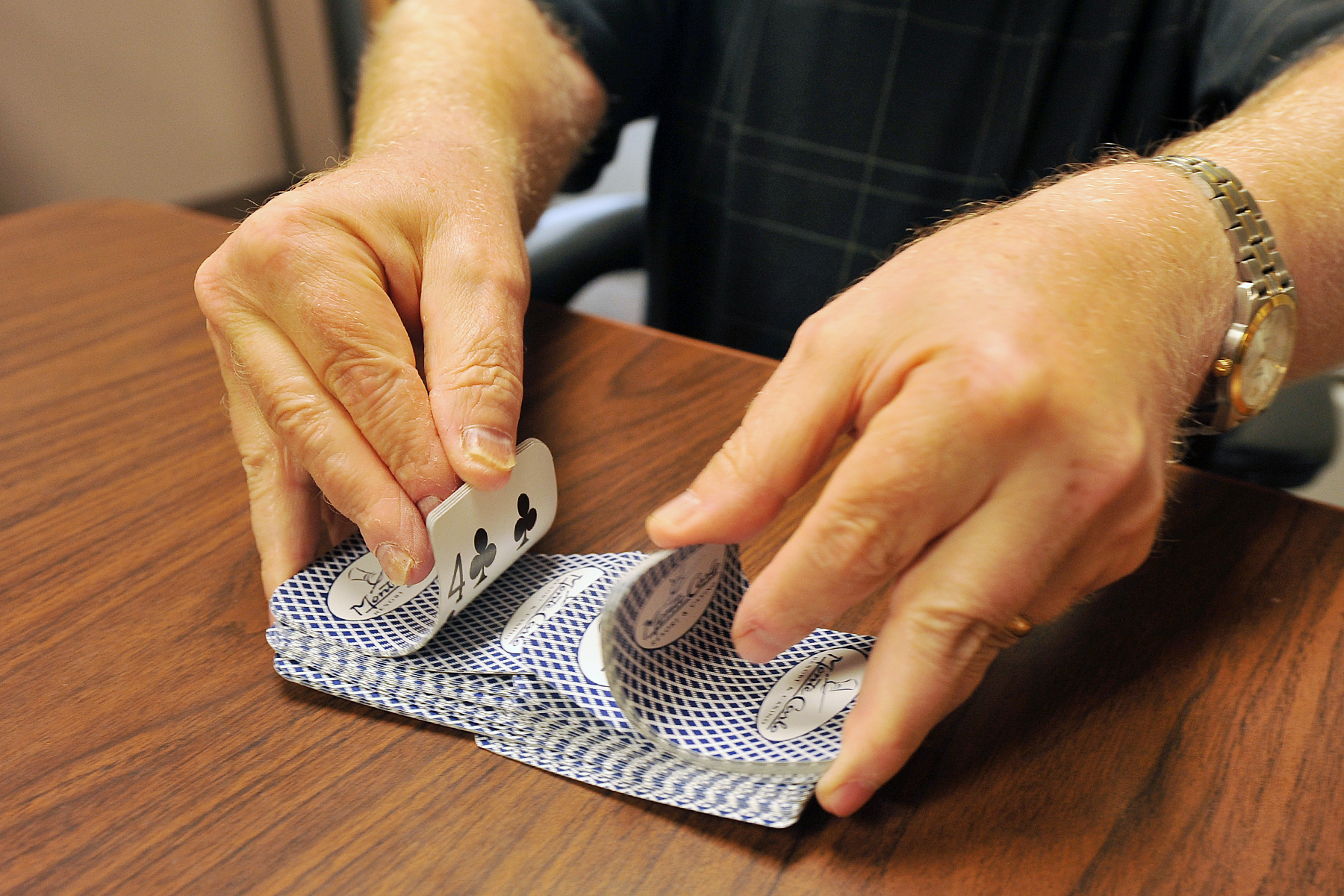
一次特定洗牌的概率是1/52!

- 数学：将一副52张任意特定顺序的游戏牌洗牌的概率大约是1.24×10−68（或等于1⁄52!）[4]
- 计算机：1.4×10−45大约是IEEE单精度浮点数可以表示的最小非零正值。

## 10−30
（0.000000000000000000000000000001；1000−10；古代中文大数（万进）：一百穰分之一；亿的倍数：一百万亿亿亿分之一）
ISO词头：quecto（q）
- 数学：一局桥牌中每个玩家都拿到一整组同花色的牌的概率大约是4.47×10−28。[5]

## 10−27
（0.000000000000000000000000001；1000−9；古代中文大数（万进）：一千秭分之一；亿的倍数：一千亿亿亿分之一）
ISO词头：ronto（r）

## 10−24
（0.000000000000000000000001；1000−8；古代中文大数（万进）：一秭分之一；亿的倍数：一亿亿亿分之一）
ISO词头： （y）

## 10−21
（0.000000000000000000001；1000−7；古代中文大数（万进）：十垓分之一；亿的倍数：十万亿亿分之一）
ISO词头： （z）
- 数学：一局基诺（英语：keno）中20个数字都配对的概率大约是2.83 × 10−19。

## 10−18

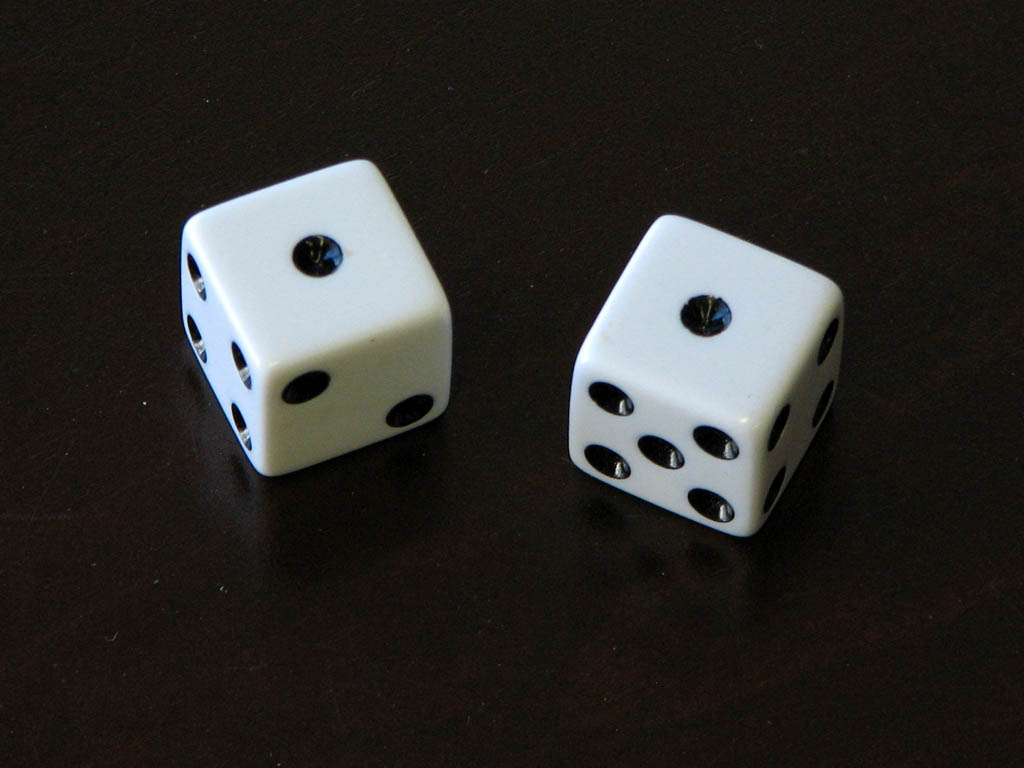
两点

（0.000000000000000001；1000−6；古代中文大数（万进）：一百京分之一；亿的倍数：一百亿亿分之一）
ISO词头： （a）
- 数学：用两个公平的骰子连续10次掷出两点的概率是{\displaystyle ({\frac {1}{36}})^{10}}，大约是2.7351×10−16。

## 10−15
（0.000000000000001；1000−5；古代中文大数（万进）：一千兆分之一；亿的倍数：一千万亿分之一）
ISO词头： （f）
- 数学：拉马努金常数，{\displaystyle e^{\pi {\sqrt {163}}}=262\,537\,412\,640\,768\,743.999\,999\,999\,999\,25\ldots }，是接近整数，与最近的整数相差大约7.5×10−13。

## 10−12
（0.000000000001；1000−4；古代中文大数（万进）：一兆分之一；亿的倍数：一万亿分之一）
ISO词头： （p）
- 数学：一局桥牌中一个玩家拿到一整组同花色的牌的概率大约是2.52×10−11（0.00000000252%）。
- 生物学：人类对1000 nm光的视觉灵敏度大约是在555 nm的高峰灵敏度的1.0×10−10倍。[6]

## 10−9
（0.000000001；1000−3；十亿分之一）
ISO词头： （n）
- 数学 - 博彩：在美国强力球中用一张彩票中头奖（6个数字皆配对）的概率是292,201,338分之一，大约等于3.422×10−9（0.0000003422%）。
- 数学 - 博彩：在澳大利亚强力球（英语：Powerball (Australia)）中用一张彩票中头奖（6个数字皆配对）的概率是134,490,400分之一，大约等于7.435×10−9（0.0000007435%）。
- 数学 - 博彩：在英国国家彩票中用一张彩票中头奖（6个数字皆配对）的概率是13,983,816分之一，大约等于7.151×10−8（0.000007151%）。

## 10−6
（0.000001；1000−2；一百万分之一）
ISO词头：微（μ）
| 牌型        | 概率     |
| ----------- | -------- |
| 1. 同花大顺 | 0.00015% |
| 2. 同花顺   | 0.0014%  |
| 3. 四条     | 0.024%   |
| 4. 葫芦     | 0.14%    |
| 5. 同花     | 0.19%    |
| 6. 顺子     | 0.59%    |
| 7. 三条     | 2.1%     |
| 8. 两对     | 4.8%     |
| 9. 对子     | 42%      |
| 10. 散牌    | 50%      |

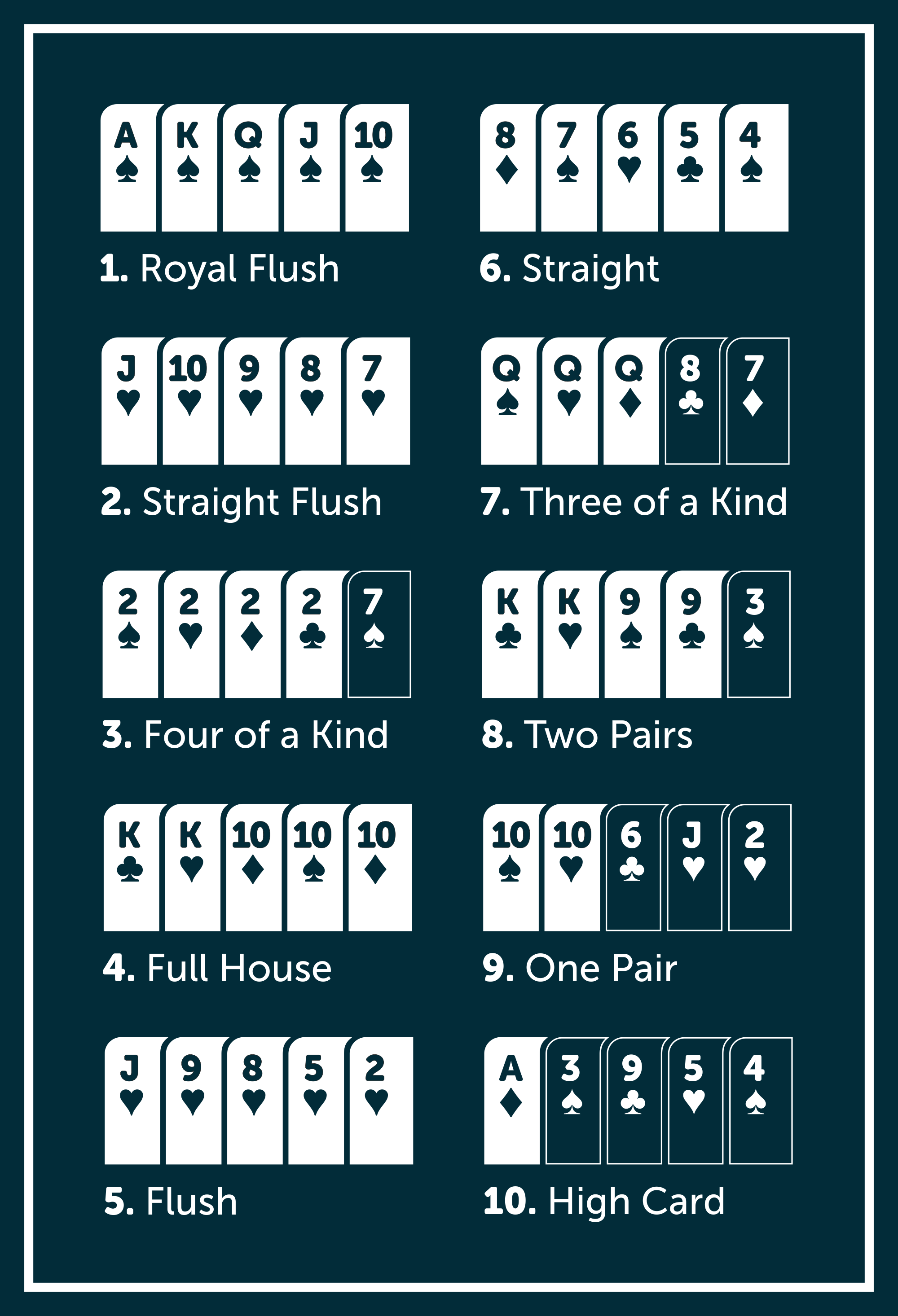
扑克牌型

- 数学 - 扑克：在扑克中拿到同花大顺的概率是649,739分之一，大约等于1.5×10−6（0.00015%）。[7]
- 数学 - 扑克：在扑克中拿到同花顺（同花大顺以外）的概率是72,192分之一，大约等于1.4×10−5（0.0014%）。
- 数学 - 扑克：在扑克中拿到四条的概率是4,164分之一，大约等于2.4×10−4（0.024%）。

## 10−3
（0.001；1000−1；一千分之一）
ISO词头：毫（m）
- 数学 - 扑克：在扑克中拿到葫芦的概率是693分之一，大约等于1.4 × 10−3（0.14%）。
- 数学 - 扑克：在扑克中拿到同花的概率是507.8分之一，大约等于1.9 × 10−3（0.19%）。
- 数学 - 扑克：在扑克中拿到顺子的概率是253.8分之一，大约等于4 × 10−3（0.39%）。
- 物理学：α = 0.007297352570(5)，精细结构常数。

## 10−2
（0.01；一百分之一）
ISO词头：厘（c）
- 数学 - 博彩：在英国国家彩票中用一张彩票中奖是54分之一，大约等于0.018（1.8%）。
- 数学 - 扑克：在扑克中拿到三条的概率是47.3分之一，大约等于0.021（2.1%）。
- 数学 - 博彩：在美国强力球中用一张彩票中奖是24.87分之一，大约等于0.0402（4.02%）。
- 数学 - 扑克：在扑克中拿到两对的概率是21分之一，大约等于0.048（4.8%）。

## 10−1
（0.1；十分之一）
ISO词头：分（d）
- 法律史：10%是古代和中世纪中广泛使用的所得税或生产税，参见什一奉獻。
- 数学 - 扑克：在扑克中只拿到对子的概率是5分之2（2.37分之1），大约等于0.42（42%）。
- 数学 - 扑克：在扑克中拿到散牌的概率几乎等于2分之1，大约等于0.5（50%）。

## 100
（1；一）

太阳系八大行星

- 人口统计学：內布拉斯加州默諾威建制村落的2010年人口是1人。
- 宗教：犹太教、基督教和伊斯兰教（一神教）都只相信1个神。
- 计算机 - Unicode：傈僳文補充的Unicode區段只有1个字符，是截至Unicode 15.0（2022年）包含最少字符的非私人使用Unicode区段。
- 数学：√2 ≈ 1.414213562373095049，等于正方形的对角线对边长的比。
- 数学：φ ≈ 1.618033989，黄金比例。
- 数学：√3 ≈ 1.732050807568877293，等于单位立方体的对角线长度。
- 数学：大多数计算机依赖的二进制记数系统使用2个数字：0和1。
- 数学：√5 ≈ 2.236 067 9775，等于边长为1和2的长方形的对角线长度。
- 数学：√2 + 1 ≈ 2.414213562373095049。
- 数学：e ≈ 2.718281828459045087，自然对数的底数。
- 数学：三进制计算机依赖的三进制记数系统使用3个数字：0、1和2。
- 宗教：根据基督教的三位一体，上帝以3个化身存在。
- 数学：π ≈ 3.141592653589793238，等于圆的周长对直径的比。
- 宗教：佛教的四圣谛。
- 生物学：在认知科学中，乔治·A·米勒估计人类的短期记忆能存储7 ± 2个事物。
- 音乐：大调和小调音阶有7个音高。
- 天文学：太阳系有8大行星。
- 宗教：佛教的八圣道分。
- 文学：在但丁的《神曲》中，地狱有9层。

## 10^{6}

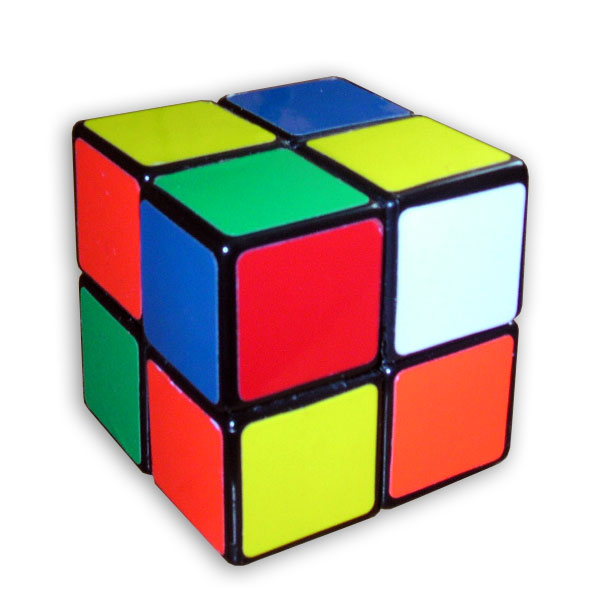
二阶魔方有3,674,160个变化状态。

## 101
（10；十）
ISO词头：十（da）
- 人类：人类的双手总共有10个手指，双脚总共有10个脚趾。
- 数学：日常生活使用的十进制记数系统使用10个数字：0、1、2、3、4、5、6、7、8和9。
- 宗教：亞伯拉罕諸教的十誡。
- 音乐：半音音阶有12个音高。
- 占星术：黃道十二宮的每一个星座代表太阳在夜空中的轨道的一部分。
- 计算机 - Microsoft Windows：截至2021年12月，微软已发布了12个消费版本的Windows NT。
- 音乐：德米特里·肖斯塔科维奇和路德维希·范·贝多芬各自都完成了15首有编号的弦乐四重奏。
- 语言学：芬兰语有15个格。
- 数学：计算机编程中常用的十六进制记数系统使用16个数字，其中最后6个数字用字母表示：0、1、2、3、4、5、6、7、8、9、A、B、C、D、E和F。
- 计算机 - Unicode：Unicode区段最小可以占16个连续的码位（即U+abcde0 - U+abcdeF）。
- 计算机 - UTF-16/Unicode：UTF-16有17个可编码的平面，而因为Unicode只限于UTF-16编码空间，Unicode也有17个合法平面。
- 数学：eπ ≈ 23.140692633。
- 音乐：24个大小调。
- 文字：现代英文字母有26个字母（外来语独有的字母除外）。
- 科幻：在道格拉斯·亞當斯的中，42是超级电脑深思花750万年计算出来的生命、宇宙以及任何事情的終極答案。
- 生物学：每个人类细胞有46个染色体。
- 音系学：标准英音有47个音位。
- 文字：日语所用的平假名和片假名各有49个假名（不包括表示从未在日语出现的音节的假名）。
- 国际象棋：双方如果50步之内都没有吃子或者移动兵，可以要求和局。
- 文字：现代切罗基字母有85个字母。
- 音乐：三角钢琴有88个琴键。
- 计算机 - ASCII：ASCII字符集有95个可显示字符。

## 102
（100；一百）
ISO词头：百（h）

128个ASCII字符

- 音乐：约瑟夫·海顿有104首有编号的交响曲。
- 宗教：在印度教中，108是圆满的数字。
- 化学：截至2016年，有118个化学元素被发现或合成。
- 计算机 - ASCII：ASCII字符集有128字符，包括不可显示的控制字符。
- 音系学：据估计，宏语有130至164个音位。
- 政治学：截至2011年，联合国有193个成员国。
- 计算机：GIF图片（或8比特图片）最多能支持256（=28）种颜色。
- 计算机 - Unicode：截至Unicode 15.0（2021年），Unicode有327个区段。
- 航空：583人在1977年的特內里費空難中遇难，是民航史上死亡人数最多的不由蓄意恐怖行动造成的事故。
- 音乐：记录莫扎特作品的克歇尔目录的最大数字是626。
- 人口统计：梵蒂冈的2018年人口大约是800人，是人口最少的独立国。

## 103
（1000；一千）
ISO词头：千（k）
- 人口统计：阿森松岛的人口是1,122人。

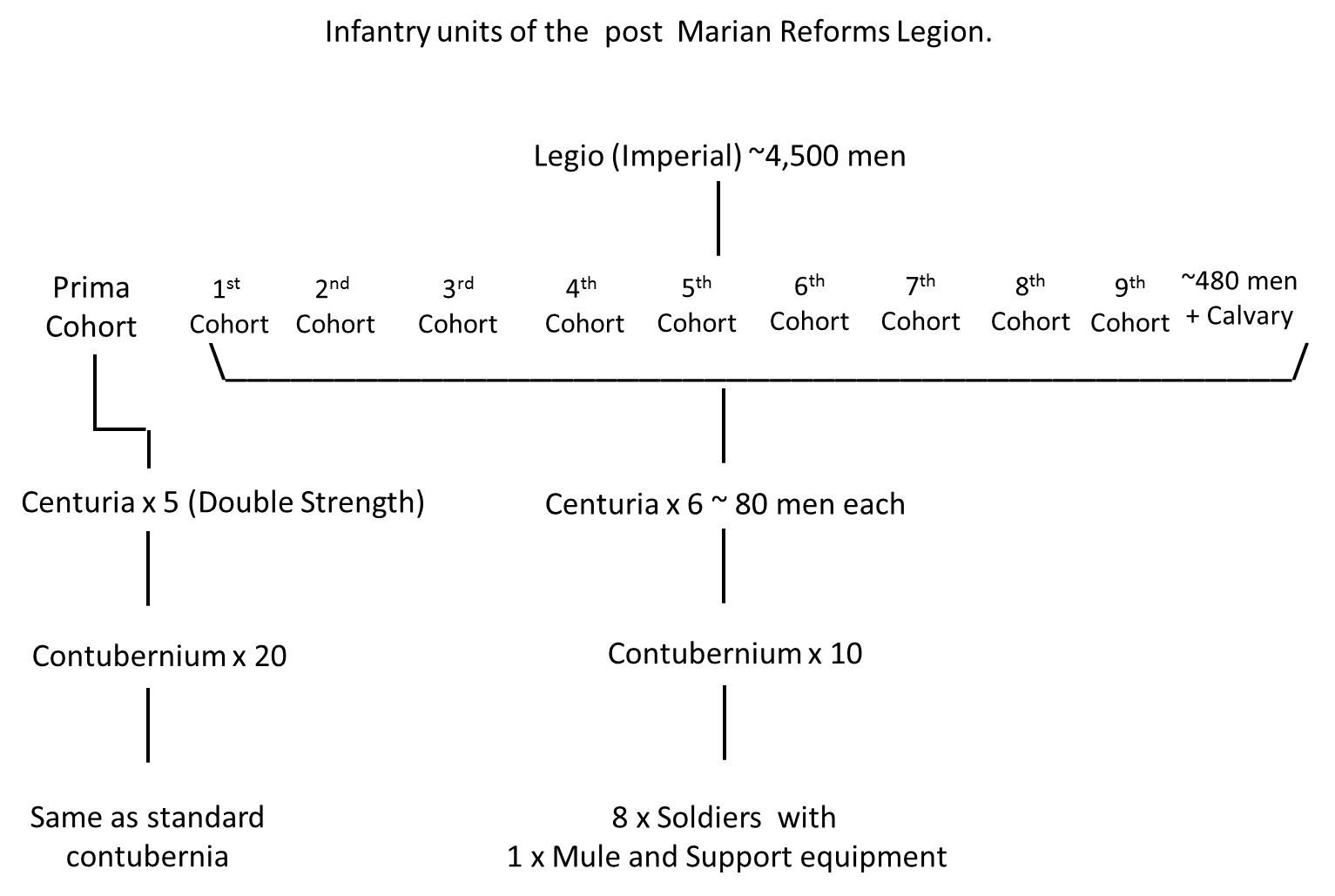
罗马军团（准确值可有变化）

- 音乐：截至2017年，巴哈作品目錄记录約翰·塞巴斯蒂安·巴哈有1,128篇现存作品。
- 排版：一页可以容纳大约1,500个汉字。
- 数学：2,520（5×7×8×9或23×32×5×7）是1到10的最小公倍数。
- 恐怖主义：2,996人（包括19名恐怖分子）在九一一恐怖袭击事件遇难。
- 生物学：最简单的病毒的DNA有3,000个碱基对。[8]
- 军事史：罗马军团的标准大小是4,200人（共和国）或5,200人（帝国）。
- 语言学：据估计，有5,000至10,000个现存人类语言或方言。（2020年的民族语记录7,117个已知现存语言）。
- 天文学 - 目录：1888年的NGC天體表记录7,840个深空天体。
- 词典编纂：希伯來聖經有8,674个不同的单词。

## 104
（10000；一万）
- 生物学：据估计，人脑的每个神经元连接着10,000个神经元。
- 人口统计：圖瓦盧的2007年人口是10,544人。
- 词典编纂：钦定版圣经有14,500个不同的英语单词。
- 动物学：已知大约有17,500种蝴蝶。[9]
- 语言：有20,000至40,000个常用汉字。
- 生物学：每个人类大约有20,000个编码基因。[10]
- 语法：切罗基语的每个规则动词可以有21,262个屈折变化。
- 战争：22,717个联邦和联盟国士兵在安提頓戰役死亡、受伤或失踪，是美国史上最血腥的一日战役。
- 计算机 - Unicode：中日韓統一表意文字擴展區B有42,720个编码字符，是截至Unicode 15.0（2022年）包含最多字符的非私人使用Unicode区段。
- 航空：截至2021年7月，有44,000多架塞斯納172被制造，是史上制造数量最高的航空器。
- 计算机 - 字体：一个TrueType或OpenType字体最多能支持65,535（216-1）个字形，是16比特非带号整数能表示的最大数值。
- 计算机 - Unicode：一个Unicode平面包含65,536（216）个码位，这也是一个Unicode区段最多能支持的字符数目，也是已弃用的UCS-2的码位总数目。
- 数学：65,537是已知最大的費馬質數。
- 词典编纂：第7版《現代漢語詞典》共收录大约70,000个词语。
- 记忆：截至2015年，π的背诵记录是70,030个数位。[11]

## 105
（100000；十万）

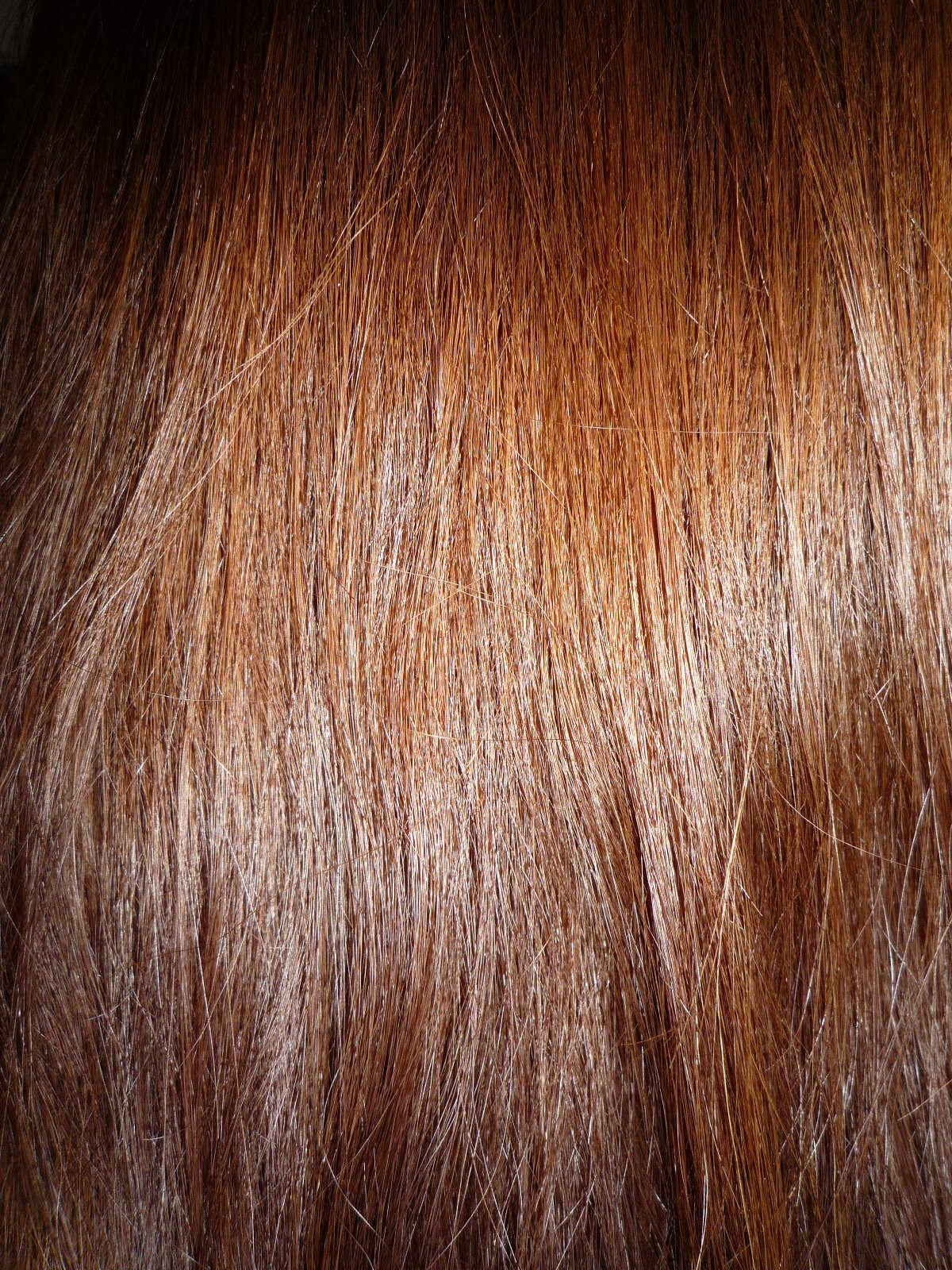
人类有100,000至150,000根头发。

- 人口统计：圣文森特和格林纳丁斯的2009年人口是100,982人。
- 生物学 - 头发数量：人类大约有100,000至150,000根头发。
- 文学：摩诃婆罗多大约有100,000颂（输洛迦（英语：shloka））。
- 计算机 - Unicode：截至Unicode 15.0（2022年），Unicode总共有149,186个编码字符（包括控制字符）。
- 语言：詹姆斯·喬伊斯的《尤利西斯》原著有267,000个单词。
- 计算机 - Unicode：截至Unicode 15.0，Unicode总共有293,168个字符编码到Unicode区段中。
- 种族灭绝：300,000人在南京大屠杀中遇害。
- 语言 - 英语单词：《牛津英語詞典》共收录大约360,000个英语单词。
- 数学：截至2023年1月，整數數列線上大全收录大约360,000个数列。[12]
- 生物学 - 植物：已知大约有390,000种植物，其中有大概20%（或7,800种）面临绝灭。[13]
- 生物学 - 花：地球上大约有400,000种花。[14]
- 文学：列夫·托爾斯泰的《戰爭與和平》原著大约有564,000个单词。
- 文学：曹雪芹的《红楼梦》大约有800,000-1,000,000个汉字。
- 文学：钦定版圣经有930,000个英语单词。
- 数学：金字塔魔方有933,120个变化状态。
- 计算机 - Unicode：Unicode有974,530个公开可编码码位（即排除代理字符、私人使用区码位和非字符）。

## 106
（1000000；10002；一百万）
ISO词头：（M）
- 人口统计：根据歐盟統計局，拉脱维亚里加的2004年人口是1,003,949人。
- 计算机 - UTF-8：有1,112,064（220 + 216 - 211）合法UTF-8序列（不包括过长序列和对应用作UTF-16代理字符或者超过U+10FFFF的码位的序列）。
- 计算机 - UTF-16/Unicode：有1,114,112个（220 + 216）UTF-16可编码值，因此（因为Unicode目前限于UTF-16编码空间）Unicode有1,114,112个合法码位（1,112,064个标量值和2,048个代理字符）。
- 游戏学 - 游戏数目：截至2019年，人类制作了大约1,181,019个电子游戏。[15]
- 信息 - 网站：截至2025年6月9日，中文维基百科大约有148.1萬篇条目。
- 生物学 - 物种：世界資源研究所（英语：World Resources Institute）声称大约有140万个物种有名称，但总物种数目未知（估计介于200万至1亿）。一些科学家声称准确值是880万个物种。
- 种族灭绝：800,000至1,500,000（150万）个亚美尼亚人在亚美尼亚种族灭绝遇害。
- 语言学：阿爾奇語（英语：Archi language）的每个动词可以有1,502,839个。[16]
- 信息：截至2005年6月，freedb的光碟音轨资料库大约有1,750,000个项目。
- 战争：1,857,619个人在斯大林格勒战役死亡。
- 计算机 - UTF-8：如果不遵循过长序列、代理码位和超过U+10FFFF的码位的限制，一比特到四比特的UTF-8序列有2,164,864个（221 + 216 + 211 + 27）（但不是所有码位都是不同的）。
- 数学 - 游戏牌：从一副52张的游戏牌中抽出5张，有2,598,960个组合。
- 数学：斜轉方塊有3,149,280个变化状态。
- 数学 - 魔方：二阶魔方有3,674,160个变化状态。
- 地理学/计算机 - 地理位置：GEOnet名称服务有388万个美国以外有名称的地理要素（英语：geographical feature），总共534万个名称。美國地質調查局地名信息系统自称有接近200万个美国以内的实体和文化地理要素。
- 计算机 - 超级计算机硬件：天河二号超级计算机的最终架构有4,981,760个处理器核心。
- 文学：《清史稿》大约有5,000,000个汉字。
- 种族灭绝：大约有5,100,000至6,200,000个犹太人在納粹大屠殺遇害。

## 107
（10000000；一千万）

8x8平方上可以有12,988,816种骨牌密铺。

- 人口统计：海地的2010年人口是10,085,214人。
- 种族灭绝：据估计，1200万个人在大西洋奴隸貿易从非洲运输到新大陆。
- 数学：8x8的国际象棋盘上可以有12,988,816种骨牌密铺。
- 战争：据估计，1500万至2200万人在第一次世界大战中死亡。
- 种族灭绝/饥荒：1500万是1959年—1961年的三年困难时期中死亡人数的估计下界，是人类史上死亡人数最多的饥荒。
- 计算机：有224=16,777,216种HTML十六进制网页颜色（但是人类的三色彩色视觉只能分辨大约1,000,000种颜色）。[17]
- 科幻：在艾薩克·阿西莫夫笔下的银河帝国中，在公元22500年，银河帝国有25,000,000个人类定居的行星。
- 种族灭绝/饥荒：5500万是三年困难时期中死亡人数的估计上界。
- 文学：截至2025年6月，维基百科总共有356个语言，合计6504.7万篇条目。
- 战争：据估计，7000万至8500万人在第二次世界大战中死亡。
- 数学：73,939,133是最大的可右截短質數。

## 108
（100000000；一亿）
- 人口统计：菲律宾的2015年人口是100,981,437人。
- 互联网 - YouTube：据估计，YouTube有1.139亿个频道。[18]
- 信息 - 书籍：大英图书馆自称有超过1.5亿件馆藏。國會圖書館自称大约有1.48亿件馆藏。参见《古騰堡星系》。
- 电子游戏：截至2020年，《Minecraft》（史上销量最高的电子游戏）售出2亿份。
- 数学：有275,305,224种5阶幻方，不计算旋转和翻转。
- 人口统计：美国的2019年人口是328,239,523人
- 数学：有358,833,097种星形菱形三十面體。
- 信息 - 网站：截至2011年11月，Netcraft（英语：Netcraft）网络调查估计互联网上有525,998,433（5.26亿）个网站。
- 天文学 - 恒星目录：導引星表 II收录了998,402,801个天体。

## 10^{9}

世界人口估计

## 109
（1000000000；10003；十亿）
ISO词头： （G）
- 人口统计：2009年，非洲人口到达1,000,000,000人
- 人口统计 - 印度：据估计，印度的2020年人口是1,381,000,000人。
- 交通 - 汽车：截至2018年，世界上大约有14亿辆汽车，大概是人口的18%。[19]
- 人口统计 - 中国：据估计，中华人民共和国的2020年人口是1,439,000,000个人类。
- 互联网 - Google：世界上有超过1,500,000,000个活跃Gmail使用者。[20]
- 互联网：截至2015年10月，Facebook大约有1,500,000,000个活跃使用者。[21]
- 计算机 - 32比特CPU的计算上限：2,147,483,647等于231−1，所以它是一个32比特带号（二補數）整数能表示的最大数值。
- 计算机 - UTF-8：2003年前的UTF-8有2,147,483,648（231）个码位（U+0000 - U+7FFFFFFF）（包括五比特和六比特序列），但UTF-8的编码空间之后缩窄到UTF-16可以编码的范围。
- 生物学 - 基因组的碱基对：人类基因组裏大约有3.3×109个碱基对。[10]
- 语言学：世界上大约有3,400,000,000个人会说任何一个印欧语，其中2,400,000,000人是母语者，剩下的1,000,000,000人的印欧语是第二语言。
- 数学和计算机：4,294,967,295（232 − 1）是五个已知费马质数的乘积，也是一个32比特非带号整数能表示的最大数值。
- 计算机 - IPv4：有4,294,967,296（232）个IP地址。
- 计算机：4 GiB = 4,294,967,296 字节。32比特计算机可以直接访问232个单位（字节）的定址空间，所以计算机存储器有4 GB的上限。
- 数学：4,294,967,297是费马数和半素数。它是形式为{\displaystyle 2^{2^{n}}+1}的最小非質数。
- 人口统计 - 世界人口：8,000,000,000是截至2022年11月的世界人口估计。[22]

## 1010
（10000000000；一百亿）
- 生物学 - 人体内的细菌：人类口腔裏大约有1010个细菌。[23]
- 计算机 - 网页：截至2010年，Google的索引大约有5.6×1010个网页。

## 1011
（100000000000；一千亿）
- 天文学：已知银河系有1000亿颗行星。[24][25]
- 生物学 - 大脑中的神经元：人脑中大约有(1±0.2) × 1011个神经元。[26]
- 医学：美国食品药品监督管理局指定每个分離術（英语：apheresis）单位最少需要3 x 1011（3000亿）个血小板。[27]
- 史前人口统计 - 曾生活在世界上的人口：自旧石器时代晚期起，有(1.2±0.3) × 1011个智人出生。[28]
- 天文学 - 银河系的恒星：银河系有1 × 1011至4 × 1011颗恒星。[29]

## 1012

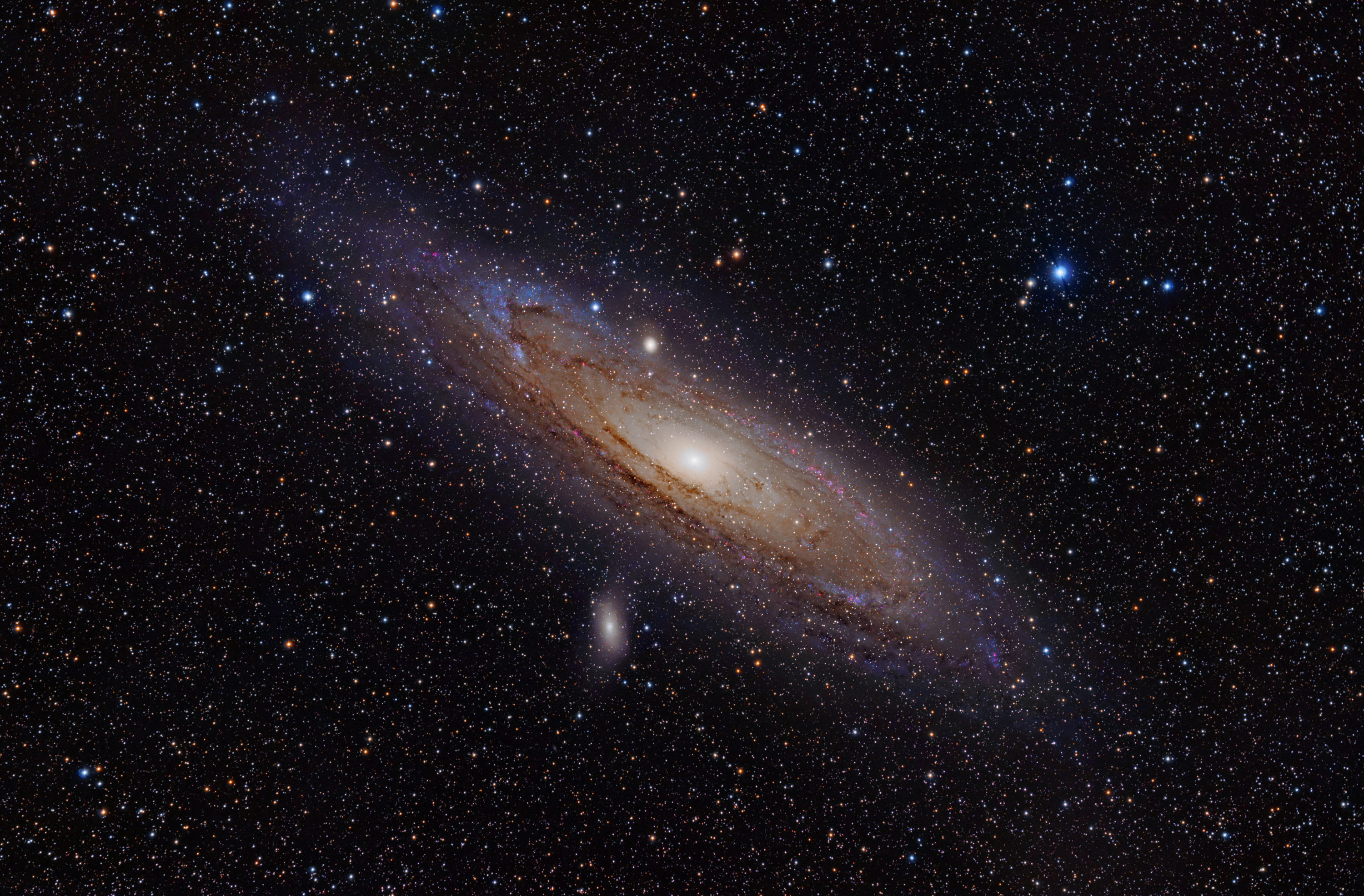
仙女座星系有10^{12}颗恒星。

（1000000000000；10004；古代中文大数（万进）：一兆；亿的倍数：一万亿）
ISO词头： （T）
- 天文学：和银河系一样在本星系群裏的仙女座星系有1012颗恒星。
- 生物学 - 人体内的细菌：人体表面上大约有1012个细菌。[23]
- 天文学 - 星系：据2016年估计，可观测宇宙含有2 × 1012个星系。[30]
- 生物学 - 血细胞：一般人体含有2.5 × 1012个红血球。[31]
- 生物学：据2015年估计，地球上有3.04 × 1012棵树。[32]
- 海洋生物学：据估计，海洋裏有3,500,000,000,000（3.5 × 1012）条鱼。[來源請求]

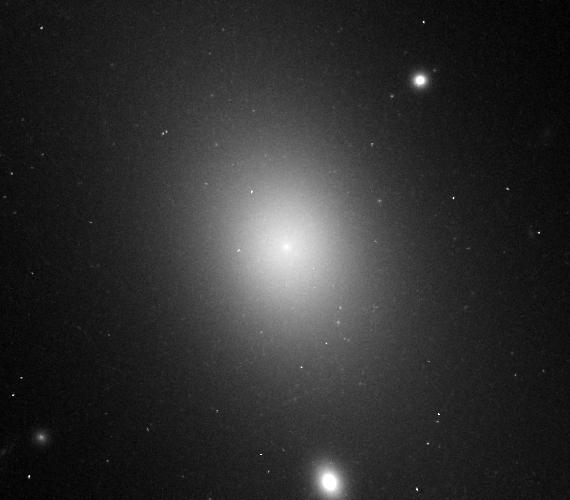
IC 1101有10^{14}颗恒星。

- 数学：7,625,597,484,987是处理3的幂时很常见的数字。它可以表达成{\displaystyle 19683^{3}}、{\displaystyle 27^{9}}、{\displaystyle 3^{27}}、{\displaystyle 3^{3^{3}}}和33，或者可以用高德納箭號表示法表示为{\displaystyle 3\uparrow \uparrow 3}和{\displaystyle 3\uparrow \uparrow \uparrow 2}。
- 天文学：根据國際天文聯會的定义，一光年是光在真空中一年时间内行走的距离，相当于9.46×1012 km。
- 数学：截至2004年，已知黎曼ζ函數有1013个平凡零点。[33]
- 数学 - π的已知数位：截至2019年3月，π有31,415,926,535,897（π×1013的整数部分）个已知数位。[34]
- 生物学：人脑裏大约有1014个突触。[35]
- 天文学：据估计，阿貝爾2029星系团裏的IC 1101超巨大橢圓星系大约有1014个恒星，是可观测宇宙裏已知最大的星系。
- 生物学 - 人体内的细胞：人体大约有1014个细胞，其中只有1013个是人类的。[36][37]剩下的90%非人类细胞是细菌，大多数都在胃肠道，虽然皮肤也被细菌覆盖。
- 密码学：德国士兵在第二次世界大战中用以加密和解密档案的恩尼格玛密码机有150,738,274,937,250个组合。
- 计算机 - MAC地址：有281,474,976,710,656（248）个物理地址。
- 数学：953,467,954,114,363是已知最大的默慈金质数。

## 1015

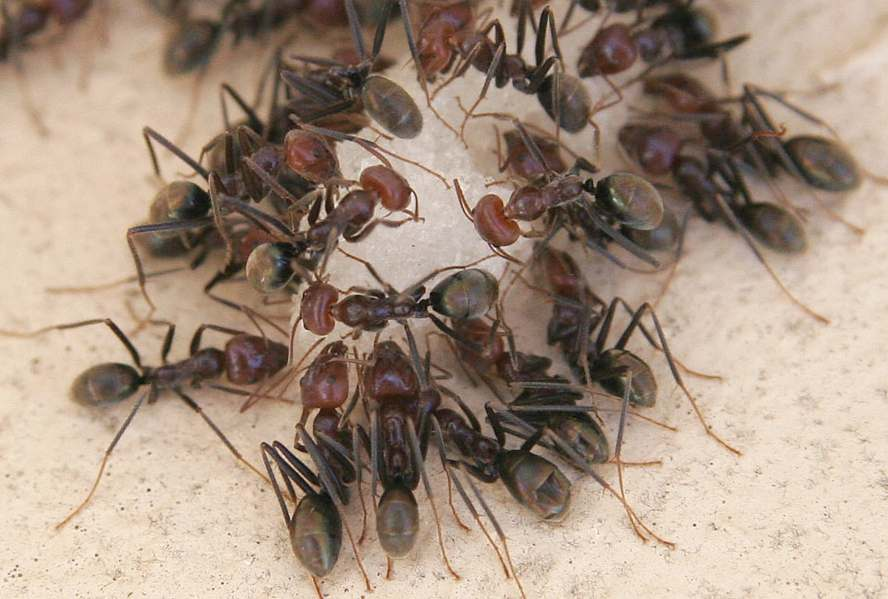
地球上有10^{15}至10^{16}隻蚂蚁。

（1000000000000000；10005；古代中文大数（万进）：一千兆；亿的倍数：一千万亿）
ISO词头： （P）
- 生物学 - 昆虫：在任意时刻，地球有1,000,000,000,000,000至10,000,000,000,000,000（1015至1016）隻蚂蚁（蚂蚁的生物量与人类的相近）。[38]
- 计算机：9,007,199,254,740,992（253）是IEEE雙精度浮點數能精确表示的最大整数值。
- 数学：48,988,659,276,962,496是第5个的士數。
- 科幻：在艾薩克·阿西莫夫笔下的银河帝国中，在公元22500年，银河帝国有25,000,000个人类定居的行星，每个行星的平均人口是2,000,000,000人，所以银河帝国的总人口大约是50,000,000,000,000,000人。
- 科幻：的星系大约有1017个智慧生物。
- 密码学：已弃用的56比特DES对称加密有256 = 72,057,594,037,927,936个密钥。

## 1018

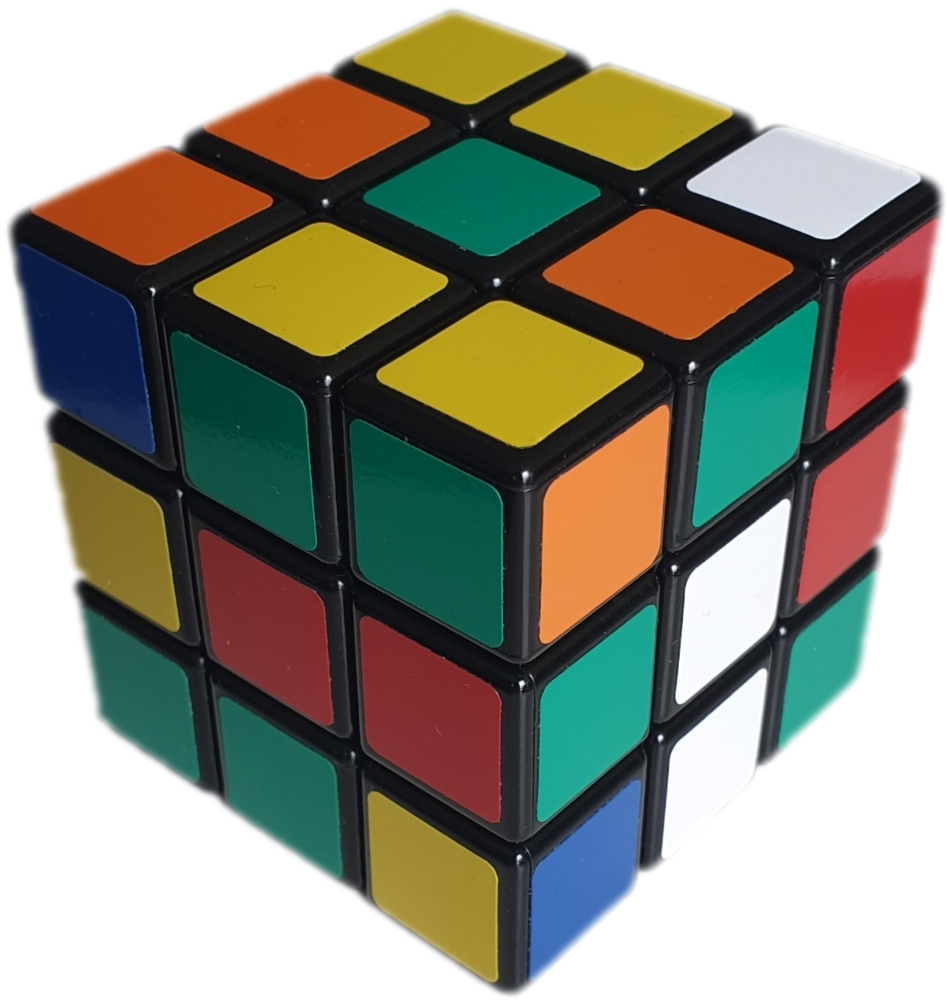
≈4.33×10^19个魔方变化状态

≈6.7×10^21个数独九宫格

（1000000000000000000；10006；古代中文大数（万进）：一百京；亿的倍数：一百亿亿）
ISO词头： （E）
- 数学：数学家用程序计算4×1018以内的质数，验证4×1018以内的偶数都符合哥德巴赫猜想。[39]
- 计算机 - 制造业：据估计，2008年大约有6×1018个电晶体被生产。[40]
- 计算机 - 64比特CPU的计算上限：9,223,372,036,854,775,807（大约等于9.22×1018）等于263−1，所以它是一个64比特带号（二補數）整数能表示的最大数值。
- 数学 - NCAA一级男子篮球锦标赛：有9,223,372,036,854,775,808（263）种进入赛程的方式。
- 数学 - 进位制：9,439,829,801,208,141,318（≈9.44×1018）是在二进制至十八进制下只需要数字0到9书写的第10个多于1个数位的数字，也是数列中最大的数字（根据猜想），意思是十进制之后的进制不需要表示10到17的数字。[41]
- 生物学 - 昆虫：据估计，地球上总共有1019隻昆虫。[42]
- 数学 - 国际象棋盘与麦粒问题解答：在国际象棋盘的第1格放1颗麦粒，此后每一格放的麦粒数目是前一格的2倍后，所有64格的麦粒总数是264−1 = 18,446,744,073,709,551,615（≈1.84×1019）。
- 数学 - 传说：在梵天寺之塔的传说中，某个印度寺院裏有三根柱子，其中有一根串着64个金盘，而目的是让婆罗门每次移动一个盘子，最终把所有盘子顺序不变地移到另一个柱子，但不能把大的盘子放在小的下面。最简单的算法需要264−1 = 18,446,744,073,709,551,615（≈1.84×1019）个步骤才能达到目的（数字和上面的国际象棋盘与麦粒问题一样）。[43]
- 计算机 - IPv6：有18,446,744,073,709,551,616（264，≈1.84×1019）个/64子网。
- 数学 - 魔方：三阶魔方有43,252,003,274,489,856,000（≈4.33×1019）个状态变化。
- 密码强度：如果一个密码有10个字符，每个字符可以使用标准键盘的95字符集的任何一个字符，则它有59,873,693,923,837,890,625个排列方式（9510，大约等于5.99×1019）。
- 经济学：据经济学家统计，津巴布韦的恶性通货膨胀在2009年2月达到1022%，[44]或1020倍。

## 1021
（1000000000000000000；10006；古代中文大数（万进）：十垓；亿的倍数：十万亿亿）
ISO词头： （Z）
- 地理 - 沙粒：据估计，地球上所有的海滩总共有1021颗沙粒。[45]
- 计算机 - 制造业：英特尔预测到2015年，世界上会有1.2×1021个电晶体，[46]而福布斯估计2014年有2.9×1021个电晶体被运输。[47]
- 数学 - 数独：有6,670,903,752,021,072,936,960（≈6.7×1021）个数独9x9九宫格。[48]
- 天文学 - 恒星：据2003年估计，望远镜的观察范围内有7×1022颗恒星。[49]
- 天文学 - 恒星：可观测宇宙有1023至1024颗恒星。[50]
- 数学：146,361,946,186,458,562,560,000（≈1.5×1023）是第5个元完全數。
- 数学：357,686,312,646,216,567,629,137（≈3.6×1023）是最大的可左截短質數。

一摩尔的1 mm^{3}立方体的体积等于边长为84.4 km的立方体。本图展示该立方体与东南英格兰和伦敦（上），以及长岛和纽约（下）的比较。

- 化学 - 物理学：阿伏伽德罗常数（6.02214076×1023）是一摩尔物质中组成粒子数（如原子或分子）。

## 1024
（1000000000000000000000000；10008；古代中文大数（万进）：一秭；亿的倍数：一亿亿亿）
ISO词头： （Y）
- 数学：2,833,419,889,721,787,128,217,599（≈2.8×1024）是第5个胡道爾素數。
- 数学：3,608,528,850,368,400,786,036,725（≈3.6×1024）是最大的累进可除数。
- 数学：286 = 77,371,252,455,336,267,181,195,264是已知最大十进制表达式不含有数字0的2的幂。[51]

## 1027
（1000000000000000000000000000；10009；古代中文大数（万进）：一千秭；亿的倍数：一千亿亿亿）
ISO词头：ronna（R）
- 生物学 - 人体内的原子：一般人体大约有7×1027个原子。[52]
- 数学 - 扑克：一局10人德州撲克中手牌和公共牌大约有2.117×1028个组合。

## 1030

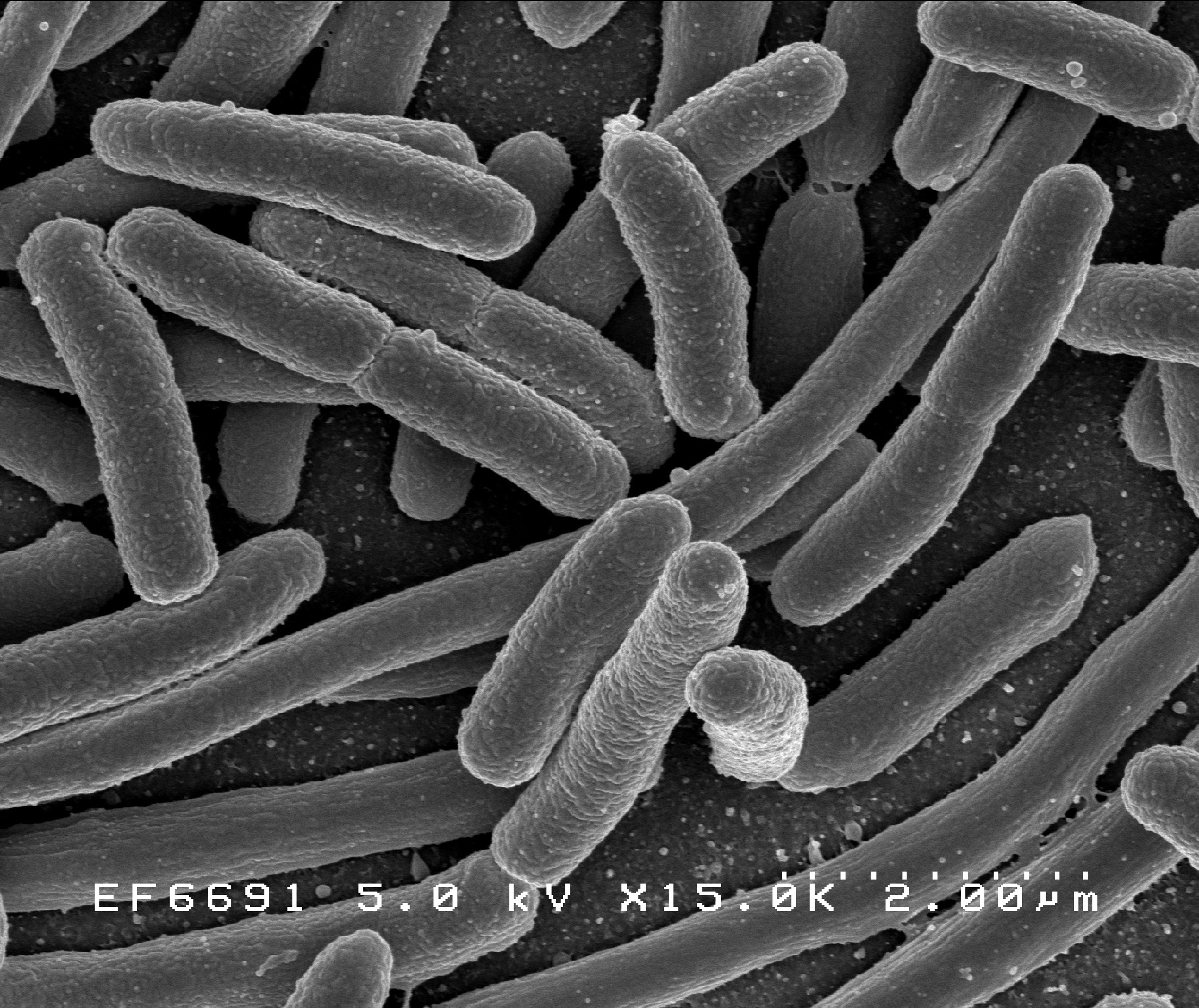
地球上有5 × 10^{30}个细菌。

（1000000000000000000000000000000；100010；古代中文大数（万进）：一百穰；亿的倍数：一百万亿亿亿）
ISO词头：quetta（Q）
- 生物学 - 地球上的细菌：据估计，地球上总共有5,000,000,000,000,000,000,000,000,000,000（5 × 1030）个细菌。[53]
- 数学：1000的集合划分是24,061,467,864,032,622,473,692,149,727,991。[54]
- 数学：368 = 278,128,389,443,693,511,257,285,776,231,761是已知最大十进制表达式不含有数字0的3的幂。
- 数学：2108 = 324,518,553,658,426,726,783,156,020,576,256是已知最大十进制表达式不含有数字9的2的幂。[55]

## 1033
（1000000000000000000000000000000000；100011；古代中文大数（万进）：十沟；亿的倍数：十亿亿亿亿）
- 数学 - 亚历山大之星：亚历山大之星有72,431,714,252,715,638,411,621,302,272,000,000（大约7.24×1034）个变化状态。

## 1036
（1000000000000000000000000000000000000；100012；古代中文大数（万进）：一涧；亿的倍数：一万亿亿亿亿）
- 数学：227−1 − 1 = 170,141,183,460,469,231,731,687,303,715,884,105,727（≈1.7×1038）是已知最大的雙重梅森質數。
- 计算机：2128 = 340,282,366,920,938,463,463,374,607,431,768,211,456（≈3.40282367×1038）是IPv6能编码的网络地址的理论最大值。该数减一是IEEE单精度浮点数能表示的最大值，也是能生成的通用唯一识别码（UUID）的数目。
- 密码学：128比特高级加密标准密钥空间（对称加密）有2128 = 340,282,366,920,938,463,463,374,607,431,768,211,456（≈3.40282367×1038）个密钥。

## 1039
（1000000000000000000000000000000000000000；100013；古代中文大数（万进）：一千涧；亿的倍数：一千万亿亿亿亿）
- 宇宙学：爱丁顿-狄拉克数大约等于1040。
- 数学：97# × 25 × 33 × 5 × 7 = 69,720,375,229,712,477,164,533,808,935,312,303,556,800（≈6.97×1040）是1至100的最小公倍数。

## 1042至10100
（1000000000000000000000000000000000000000000；100014；古代中文大数（万进）：一百正；亿的倍数：一百亿亿亿亿亿）
- 数学：141×2141+1 = 393,050,634,124,102,232,869,567,034,555,427,371,542,904,833（≈3.93×1044）是第2个卡倫質數。
- 数学：四阶魔方有7,401,196,841,564,901,869,874,093,974,498,574,336,000,000,000（≈7.4×1045）个变化状态。

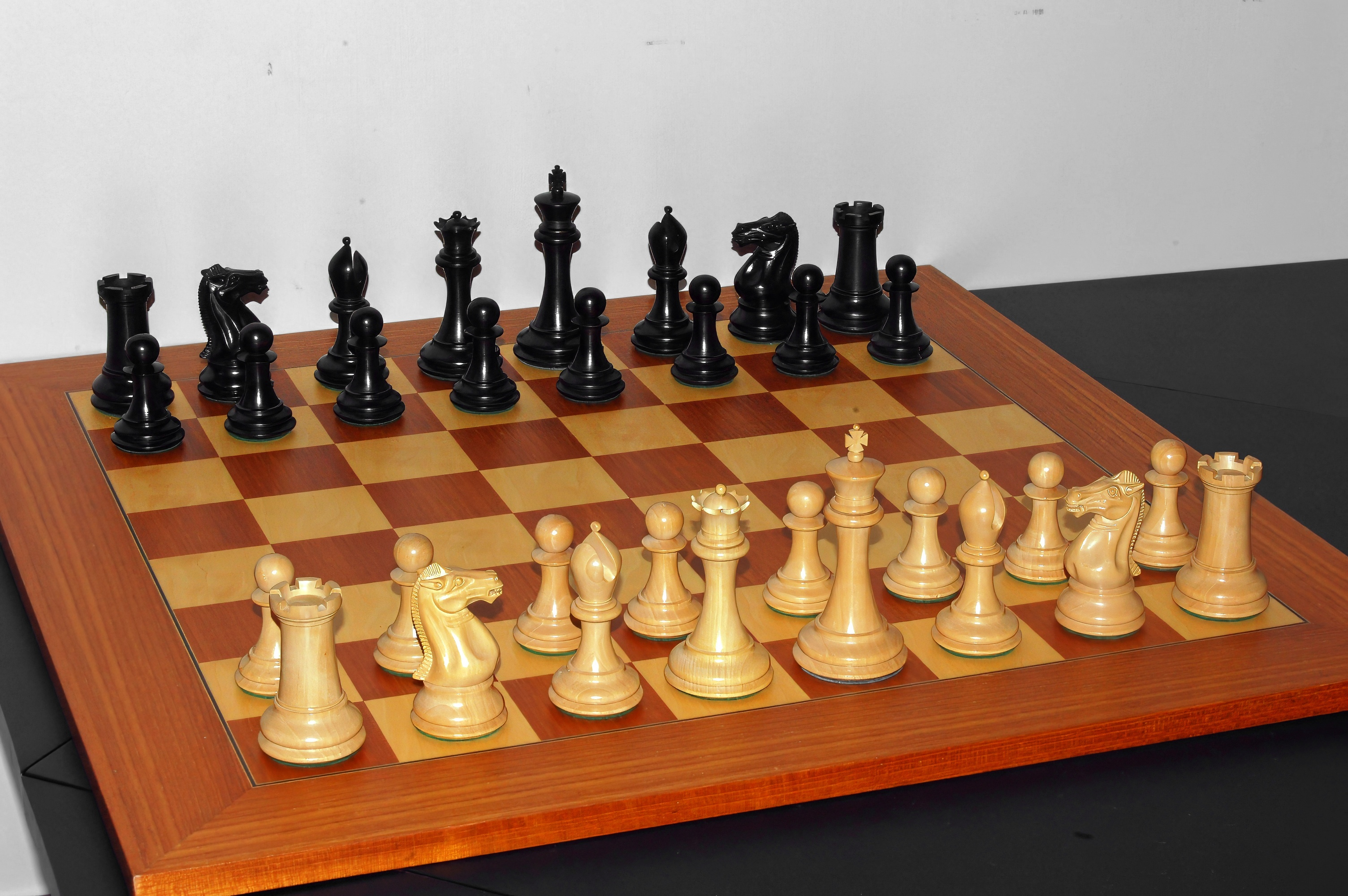
<4.52×10^46个国际象棋合法位置

- 国际象棋：据证明，4.52×1046是国际象棋合法位置数目的上界。[56]
- 地理学：据估计，地球有1.33×1050个原子。
- 数学：2168 = 374,144,419,156,711,147,060,143,317,175,368,453,031,918,731,001,856是最大已知不是泛位数的2的幂——其十进制表达式没有数字2。[57]
- 数学：3106 = 375,710,212,613,636,260,325,580,163,599,137,907,799,836,383,538,729是已知最大不是泛位数的3的幂——它没有数字4。[57]
- 数学：808,017,424,794,512,875,886,459,904,961,710,757,005,754,368,000,000,000（≈8.08×1053）是魔群的阶。
- 密码学：192比特高级加密标准密钥空间（对称加密）有2192 = 6,277,101,735,386,680,763,835,789,423,207,666,416,102,355,444,464,034,512,896（6.27710174×1057）个密钥。
- 宇宙学：据理论，自从宇宙在137.99 ± 0.21亿年前发生后，宇宙已经经过了大约8×1060个普朗克时间。[58]
- 宇宙学：阿基米德在《数沙者》中估计需要用1×1063颗沙粒才可以填满整个宇宙。他用斯塔达给出的宇宙直径相当于现在的2光年。
- 数学 - 游戏牌：一副52张游戏牌有52! = 80,658,175,170,943,878,571,660,636,856,403,766,975,289,505,440,883,277,824,000,000,000,000（≈8.07×1067）个排序方式。
- 数学：五魔方有≈1.01×1068个变化状态。
- 数学：截至2010年，用Lenstra橢圓曲線分解法（英语：Lenstra elliptic-curve factorization）求出的已知最大質因數是1,808,422,353,177,349,564,546,512,035,512,530,001,279,481,259,854,248,860,454,348,989,451,026,887（≈1.81×1072）。[59]
- 数学：五阶魔方有282,870,942,277,741,856,536,180,333,107,150,328,293,127,731,985,672,134,721,536,000,000,000,000,000（≈2.83×1074）个变化状态。
- 密码学：256比特高级加密标准密钥空间（对称加密）有2256 =  115,792,089,237,316,195,423,570,985,008,687,907,853,269,984,665,640,564,039,457,584,007,913,129,639,936（≈1.15792089×1077）个密钥。
- 宇宙学：据估计，可观测宇宙中总共有1080至1085个基本粒子。[60][61]然而，这些估计一般只是推测（参见爱丁顿数（英语：Eddington number），即可观测宇宙中质子的总估计数目。）
- 计算机：9.999 999×1096是IEEE decimal32浮点数（英语：decimal32 floating-point format）能表示的最大值。
- 计算机：69!（roughly 1.7112245×1098）是只能支持10的两位数次方的计算机能支持的最大阶乘值。
- 数学：一古戈尔是1之后有100个0，等于1×10100 = 10,000,000,000,000,000,000,000,000,000,000,000,000,000,000,000,000,000,000,000,000,000,000,000,000,000,000,000,000,000,000,000,000,000。

## 10100（一古戈尔）至101000
（10000000000000000000000000000000000000000000000000000000000000000000000000000000000000000000000000000；古代中文大数（上数）：一万京垓；古代中文大数（万进）：一兆载载；亿的倍数：一万亿亿亿亿亿亿亿亿亿亿亿亿）
- 数学：六阶魔方有157 152 858 401 024 063 281 013 959 519 483 771 508 510 790 313 968 742 344 694 684 829 502 629 887 168 573 442 107 637 760 000 000 000 000 000 000 000 000（≈1.57×10116）个变化状态。
- 国际象棋：夏农数（英语：Shannon number）是国际象棋的游戏复杂度的下界，等于10120。
- 物理学：10120是宇宙學常數观察值和基于量子场论和普朗克能量计算的初步估计值的差。
- 物理学：8×10120是可观测宇宙质能和波长为可观测宇宙直径的光子的能量之比。
- 象棋：10150是象棋的游戏复杂度估计值。
- 数学：七阶魔方有19 500 551 183 731 307 835 329 126 754 019 748 794 904 992 692 043 434 567 152 132 912 323 232 706 135 469 180 065 278 712 755 853 360 682 328 551 719 137 311 299 993 600 000 000 000 000 000 000 000 000 000 000 000（≈1.95×10160）个变化状态。

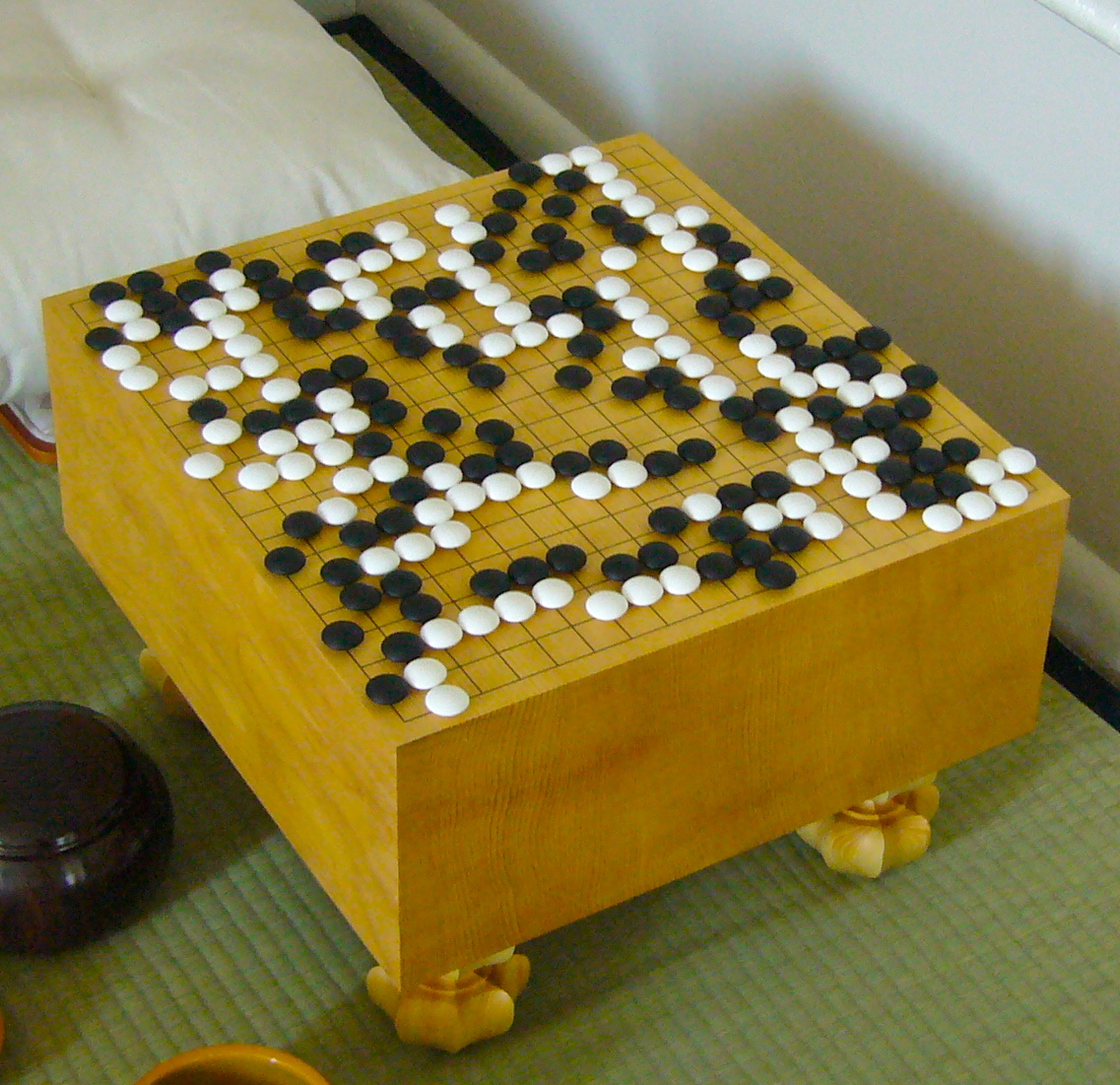
≈2.08×10^170个围棋合法位置

- 围棋：一局围棋有208 168 199 381 979 984 699 478 633 344 862 770 286 522 453 884 530 548 425 639 456 820 927 419 612 738 015 378 525 648 451 698 519 643 907 259 916 015 628 128 546 089 888 314 427 129 715 319 317 557 736 620 397 247 064 840 935（≈2.08×10170）个合法位置。参见围棋与数学。
- 经济学：据估计，匈牙利恶性通货膨胀在1946的年化率是2.9×10177%。[62]这是史上记载最严重的恶性通货膨胀事件。
- 棋类游戏：在英语Scrabble中，在15x15的Scrabble盘上放字母牌有3.457×10181个摆放方式。
- 物理学：可观测宇宙大约有10186个普朗克体积。
- 日本将棋：10226是日本将棋的游戏复杂度估计值。
- 物理学：可观测宇宙历史的估计时空体积是7×10245个普朗克单位。[63]
- 计算机：1.797 693 134 862 315 807×10308大约是IEEE双精度浮点数可以表示的最大值。
- 计算机：(10 – 10−15)×10384是IEEE decimal64浮点数（英语：decimal64 floating-point format）能表示的最大值。
- 数学：997# × 31# × 27 × 34 × 52 × 7 = 7 128 865 274 665 093 053 166 384 155 714 272 920 668 358 861 885 893 040 452 001 991 154 324 087 581 111 499 476 444 151 913 871 586 911 717 817 019 575 256 512 980 264 067 621 009 251 465 871 004 305 131 072 686 268 143 200 196 609 974 862 745 937 188 343 705 015 434 452 523 739 745 298 963 145 674 982 128 236 956 232 823 794 011 068 809 262 317 708 861 979 540 791 247 754 558 049 326 475 737 829 923 352 751 796 735 248 042 463 638 051 137 034 331 214 781 746 850 878 453 485 678 021 888 075 373 249 921 995 672 056 932 029 099 390 891 687 487 672 697 950 931 603 520 000（≈7.13×10432）是1到1000的最小公倍数。

## 101000至1010100（一古戈尔普勒克斯）
- 数学：世界上最大的魔方（33阶）大约有1.869×104099个变化状态。
- 计算机：1.189 731 495 357 231 765 05×104932大约是IEEE 80比特延伸精度（英语：extended precision）可以表示的最大值。
- 计算机：1.189 731 495 357 231 765 085 759 326 628 007 0×104932大约是IEEE四倍精度浮点数（英语：quadruple-precision floating-point format）可以表示的最大值。
- 计算机：(10 – 10−33)×106144是IEEE decimal128浮点数（英语：decimal128 floating-point format）能表示的最大值。
- 计算机：1010,000 − 1是Windows自带计算器能表示的最大值。
- 数学：截至2023年4月，86562929 + 29298656是已知最大的萊蘭質數，有30,008个数位。[64]
- 数学：截至2023年4月，2,996,863,034,895  ×  21,290,000 ± 1是已知最大的孪生素数，有388,342个数位。[65]
- 数学：截至2023年4月，3,267,113# – 1是已知最大的質數階乘質數，有1,418,398个数位。[66]
- 数学 - 文学：豪尔赫·路易斯·博尔赫斯笔下的《巴别图书馆》至少包含251,312,000 ≈ 1.956 × 101,834,097本书（下界）。[67]
- 数学：截至2023年4月，101,888,529 − 10944,264是已知最大的回文素数，有1,888,529个数位。[68]
- 数学：4 × 721,119,849 − 1是形式为4 × 72n − 1的最小质数。[69]
- 数学：截至2023年4月，422,429! + 1是已知最大的阶乘素数，有2,193,027个数位。[70]
- 数学：截至2021年6月，(215,135,397 + 1)/3是已知最大的瓦格斯塔夫可能質數，有4,556,209个数位。
- 数学：截至2021年5月8日，(108,177,207 − 1)/9是已知最大的可能质数，有8,177,207个数位。[71]
- 数学：截至2021年，10,223 × 231,172,165 + 1是已知最大的普羅斯素數[72]和非梅森素数，有9,383,761个数位。

已知最大質數的数位增长

- 数学：282,589,933 − 1是24,862,048数位的梅森素数，是截至2020年最大已知的质数。[73]
- 数学：截至2020年，282,589,932 × (282,589,933 − 1)是已知最大的完全数，有49,724,095个数位。[74]
- 数学 - 历史：108×1016是阿基米德在《数沙者》命名的最大数字。
- 数学：古戈尔普勒克斯等于10古戈尔（{\displaystyle 10^{10^{100}}}），是1之后有1古戈尔个0。卡尔·萨根估计可观测宇宙容不下古戈尔普勒克斯的完整表达式，但他也知道古戈尔普勒克斯可以写作1010100。[75]

## 大于1010100
（一古戈尔普勒克斯；10古戈尔）。
- 数学 - 文学：豪尔赫·路易斯·博尔赫斯笔下的《巴别图书馆》中的所有书本大约有{\displaystyle 10^{10^{1,834,102}}}个排序方法，也就是书本数目的阶乘。
- 宇宙学：在安德烈·林德提出的永恒膨胀（英语：Eternal inflation）理论中，宇宙只是多重宇宙的一部分，其中还有很多物理常數各不相同的宇宙，是因为有真空仍未衰变到基态。根据林德和万楚林，这些宇宙的总数大约为{\displaystyle 10^{10^{10,000,000}}}。[76]
- 数学：{\displaystyle 10^{\,\!10^{10^{34}}}}是斯奎斯证明中的一个上界（估计值之后下降至1.397 × 10316）。
- 宇宙学：量子涨落和量子穿隧效應产生新的所需的时间大约是{\displaystyle 10^{10^{10^{56}}}}个普朗克时间单位。
- 数学：古戈尔普勒克斯普勒克斯等于{\displaystyle 10^{\,\!10^{10^{100}}}} = 10古戈尔普勒克斯。
- 宇宙学：整个宇宙的估计大小上界大约是可观测宇宙的{\displaystyle 10^{10^{10^{122}}}}倍。[77]
- 数学：{\displaystyle 10^{\,\!10^{10^{963}}}}是斯奎斯证明中的另一个上界。
- 数学：古戈尔普勒克斯普勒克斯普勒克斯等于{\displaystyle 10^{\,\!10^{10^{10^{100}}}}} = 10古戈尔普勒克斯普勒克斯。
- 数学：斯坦豪斯的Mega数介于10[4]257和10[4]258（其中a[n]b表示超运算）。
- 数学：在斯坦豪斯-莫澤表示法中，莫泽数是“2在一个Mega数边形里”，大约等于10[10[4]257]10。最后四个数位是...1056。
- 数学：葛立恆數等于3[3[3[...3[3[3[6]3+2]3+2]3...]3+2]3+2]3（64层中括号），其中最后十个数位是...2464195387。它是拉姆齐理论的问题的上界解答。以10的次方表达它是不切实际的（如果{\displaystyle 10^{\,\!10^{10^{...}}}}等于葛立恆數，则次方中10的数目几乎与它相同）。
- 数学：TREE(3)与图论中一个有关树的定理有关。一个下界是AA(187196)(1)，其中A(n)是阿克曼函數。
- 数学：拉約數是由阿古斯丁·拉約创造的大数，他声称是史上有名称的最大数字。[78]2007年1月26日，他在麻省理工学院的一场“大数战斗”中创造这个大数。[79]